# Suctobelbella variabilis
Suctobelbella variabilis är en kvalsterart som först beskrevs av Hammer 1962.  Suctobelbella variabilis ingår i släktet Suctobelbella och familjen Suctobelbidae. Inga underarter finns listade i Catalogue of Life.